# 寿原薬粧
株式会社寿原薬粧（すはらやくしょう）は、北海道内で一般用医薬品・化粧品の卸売を行っていた会社。1991年に他5社と合併、別の1社からは営業権を譲受し、株式会社バレオ（後の株式会社ほくやく）となった。

## 概要
- 寿原薬粧からの代表取締役＝寿原九郎（1983年（昭和58年）5月没）⇒寿原良高（1986年（昭和61年）1月没）⇒坪田昇一⇒太秦康紀（1985年（昭和60年）～1999年（平成11年）合併、北海道銀行出身）

## 沿革
- 1889年12月　寿原猪之吉が小樽に和洋小物店「寿原商店」を開く（後の寿原薬粧の前身）
- 1908年12月　「寿原商店」から「寿原合名会社」に商号変更
- 1921年　　　「寿原商事」に商号変更し、株式会社に改組
- 1925年　　　医薬品の取扱いを開始
- 1926年　　　小樽の入船町に本社を新築、また函館出張所を設立
- 1927年　　　薬品部を開設し薬局への販路を拡大
- 1941年　　　「寿原商事株式会社」から「寿原産業株式会社」に商号変更し、洋品部と化粧品を扱う薬粧部の２部に分ける
- 1953年　　　札幌支店を開設
- 1955年　　　薬粧部を分社化し資本金250万円で小樽に「株式会社寿原薬粧」を設立。猪之吉の息子、九郎が社長に就任し、本格的に医薬品市場に進出
- 1964年　　　帯広出張所を開設
- 1969年　　　室蘭の鈴木康収堂を吸収し室蘭支店を開設
- 1970年　　　北見･釧路に連絡所を開設
- 1974年 1月　寿原良高が社長に就任
- 1979年 5月　本社を小樽から札幌市中央区北8西22に移転
- 1979年　　　坪田昇一が社長に就任
- 1983年　　　寿原良高が社長に復帰、坪田昇一は相談役に就任
- 1985年　　　太秦康紀が社長に就任
- 1991年 4月　眞鍋薬品、大槻中央薬品、多田薬品、高木薬品、帯広眞鍋薬品の5社と統合、そして丸一斎藤から営業を譲り受けて、社名を株式会社バレオに変更する。
- 1999年 4月　株式会社バレオとホシ伊藤株式会社が合併、株式会社ほくやく発足。

## 主な取引メーカー
- 武田薬品
- 三共
- 中外製薬
- エーザイ
- ロート製薬
- 久光製薬

## 営業所
- 函館市・小樽市・旭川市・帯広市・他